# Pleospora globosa
Pleospora globosa är en svampart som beskrevs av Drechsler. Pleospora globosa ingår i släktet Pleospora och familjen Pleosporaceae.   Inga underarter finns listade i Catalogue of Life.